# Václav Krása
Václav Krása (* 24. listopadu 1951 Benešov) je český politik, v letech 1992 až 2002 poslanec České národní rady a Poslanecké sněmovny PČR za ODS, pak za Unii svobody, předseda Národní rady osob se zdravotním postižením ČR.

## Biografie
V letech 1968–1970 vystudoval Střední ekonomickou školu v Janských Lázních, v letech 1972–1974 pak Střední ekonomickou školu v Berouně. Od roku 2007 studoval na Metropolitní univerzitě Praha, kde roku 2010 složil bakalářskou zkoušku a následně vystudoval i magisterský cyklus. V letech 1970–1992 pracoval v Domově důchodců v obci Tvoršovice jako účetní. Od února 1987 byl vedoucím tohoto Domova důchodců.
Ve volbách v roce 1992 byl zvolen do České národní rady za ODS (volební obvod Středočeský kraj). Zasedal ve výboru petičním, pro lidská práva a národnosti.
Od vzniku samostatné České republiky v lednu 1993 byla ČNR transformována na Poslaneckou sněmovnu Parlamentu České republiky. Mandát v ní obhájil ve volbách v roce 1996 a volbách v roce 1998. Od roku 1993 do roku 2002 byl členem výboru pro sociální politiku a zdravotnictví (v letech 1996–1998 jeho místopředsedou). V lednu 1998 přešel do poslaneckého klubu nově utvořené Unie svobody. V roce 2002 pracoval pro úřad vlády České republiky jako poradce místopředsedy vlády Petra Mareše.
V komunálních volbách roku 2002 byl zvolen za Unii svobody do zastupitelstva městské části Praha 17. Profesně se uváděl jako poradce. Mandát obhájil v komunálních volbách roku 2006, nyní již jako nestraník (profesně uváděn coby předseda Národní rady osob se zdravotním postižením ČR). Od roku 2006 byl členem a předsedou komunálního Hnutí LEPŠÍ ŘEPY. Za tuto formaci byl zvolen do tamního zastupitelstva v komunálních volbách roku 2010. Na Praze 17 zastával také funkcí radního městské části. Ve volbách v letech 2014 a V 2018 již nekandidoval.
Na podzim 2006 jako nestraník za Unii Prahy 4 (místní koalice KDU-ČSL, SNK-ED a US-DEU) kandidoval ve volbách do Senátu v obvodu Praha 4; skončil na třetím místě s 14,57 %. Ve volbách do Poslanecké sněmovny PČR v roce 2013 kandidoval v Plzeňském kraji jako lídr KDU-ČSL, ale neuspěl.
Je upoutaný na invalidní vozík a od roku 2002 působí jako předseda Národní rady osob se zdravotním postižením České republiky.
V rámci voleb do Zastupitelstva hlavního města Prahy v roce 2018 se podílel na programu hnutí SPD. Části programu, na kterých se podílel, se týkaly hlavně dopravy, odstraňování bariér, zpřístupňování vzdělávacích zařízení a příspěvků na péči. V roce 2019 začal spolupracovat s hnutím Trikolóra, stal se garantem programu hnutí pro resort práce a sociálních věcí.
Ve volbách do Senátu PČR v roce 2020 kandidoval za hnutí Trikolóra v obvodu č. 24 – Praha 9. Se ziskem 5,89 % hlasů skončil na 3. místě a do druhého kola nepostoupil. Ve volbách do Poslanecké sněmovny PČR v roce 2021 kandidoval na 3. místě kandidátky politické formace „Trikolora, Svobodní, Soukromníci" ve Středočeském kraji.